# Wechterswinkeler Forst
Der Wechterswinkler Forst ist eine Gemarkung im unterfränkischen Landkreis Rhön-Grabfeld in Bayern. Sie liegt vollständig in der Gemeinde Bastheim.
Das Gebiet im Südwesten der Gemeinde Bastheim ist etwa 6,8792 km² groß, nicht besiedelt fast vollständig bewaldet. Die höchsten Erhebungen sind der Schweinberg mit 468 m ü. NHN und der Bischkopf (439 m ü. NHN).
Am Südwestrand verläuft die Bundesstraße 279, die Kreisstraße NES 22 von Rödles zur B 279 durchquert die Gemarkung.